# Лельчицкий район
Ле́льчицкий райо́н (бел. Лельчыцкі раён) — административная единица на юго-западе Гомельской области Республики Беларусь. Административный центр — городской посёлок Лельчицы.
Численность населения — 23 134 человек (на 1 января 2025 года).

## География
Площадь района составляет 3221 км². Район граничит на севере с Житковичским и Петриковским районами, на востоке — с Мозырским и Ельским районами Гомельской области, на западе — со Столинским районом Брестской области, на юге — с Коростенским районом Житомирской области, и Сарненским районом Ровненской области Украины.

### Гидрография
Основные реки — Уборть.
Рядом с деревней Новое Полесье расположено Новополесское водохранилище (на реке Коростинка). Рядом с населёнными пунктами Свидное и Замошье расположено водохранилище Свидное (река Убороть и отводимые с польдера «Замошье» воды).

## Геральдика
Герб и флаг утверждены решением Лельчицкого районного Совета депутатов от 8 июня 2001 года № 10/3. Герб зарегистрирован в Гербовом матрикуле Республики Беларусь 5 июля 2002 года № 90.  

## История

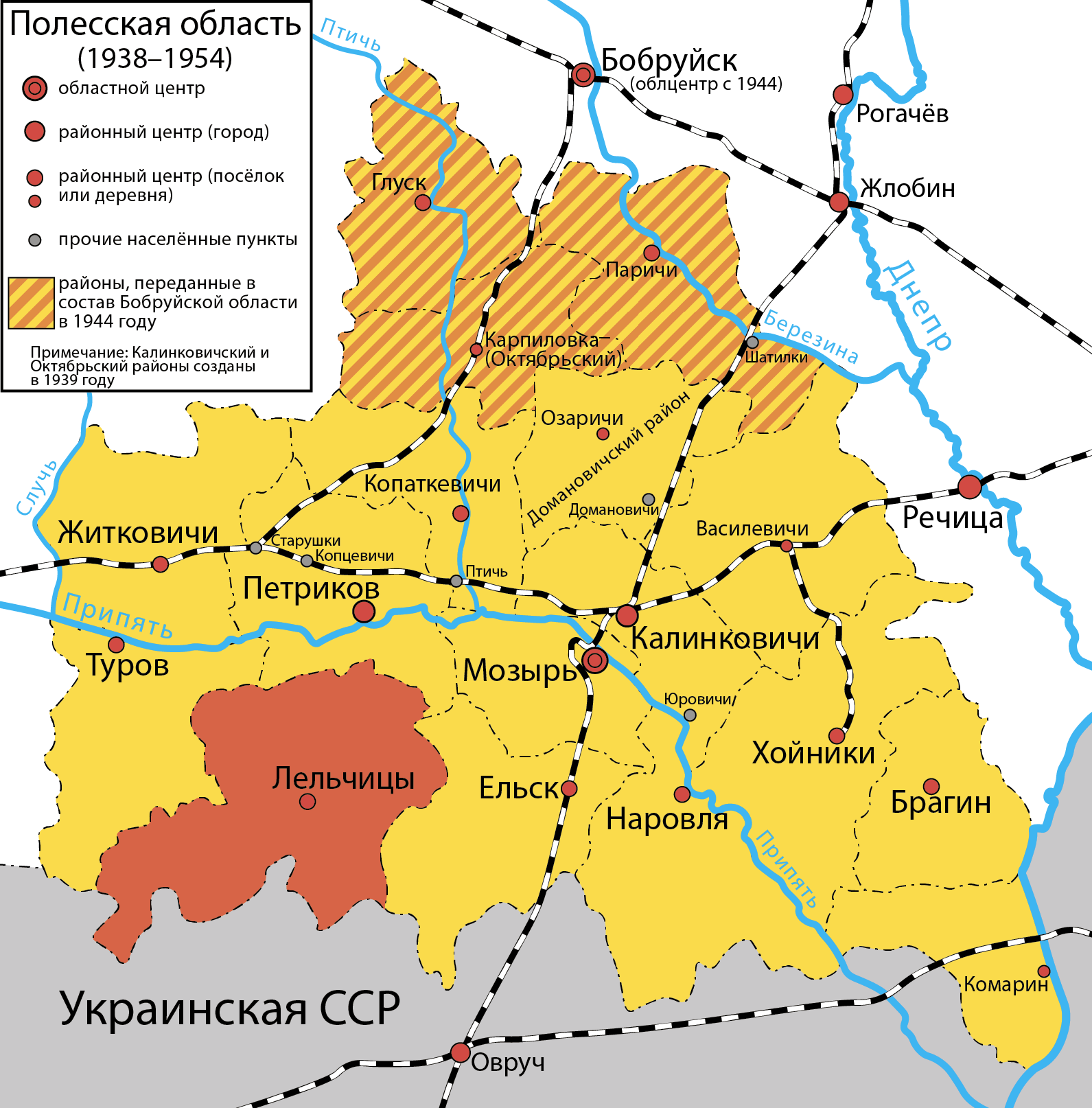
Лельчицкий район в составе Полесской области в границах 1930-х — 1950-х годов (до включения в его состав части Туровского района)

Район образован 17 июля 1924 года вместо упразднённых Буйновичской и Лельчицкой волостей Мозырского уезда в составе образованного Мозырского округа Белорусской Советской Социалистической Республики.
20 августа район делится на 12 сельсоветов: Боровской, Буйновичский, Глушковичский, Гребенёвский, Замошский, Картыничский, Лельчицкий, Милошевичский, Острожанский, Симоновичский, Син-Польский и Стодоличский. В это время на территории Лельчицкого района насчитывалось 147 населённых пунктов, 4913 хозяйств, 27664 жителей, а в селе Лельчицы — 306 хозяйств и 1659 жителей.
В апреле 1927 года Белоруссия была названа Белорусской Советской Социалистической Республикой, а с 15 августа 1930 года большая часть округов на территории областей и краев СССР была упразднена, в том числе был упразднён Мозырский округ. С этого момента и до 1935 года Лельчицкий район находился в составе БССР непосредственно.
21 июня 1935 года на окраинных территориях Белоруссии были воссозданы округа, в том числе Мозырский.
15 января 1938 года в БССР введено областное деление. При этом на большей части территории Мозырского округа была образована Полесская область (административный центр — город Мозырь), в которую, в частности, вошёл Лельчицкий район.

27 сентября 1938 года райцентру — селу Лельчицы — присвоен статус посёлка городского типа.
Во время немецкой оккупации с 1 сентября 1941 года до освобождения 23 января 1944 года территория Лельчицкого района в составе генерального округа Житомир была присоединена к рейхскомиссариату Украина с центром всей оккупационной администрации в Ровно. В Лельчицах находился военно-административный центр областного комиссариата во главе с гебитскомиссаром под охраной крупной комендатуры жандармерии и батальона полиции. Из местных жителей создавались управы во главе с председателями. В деревнях назначались старосты, солтысы, войты.
8 января 1954 года ряд областей Беларуси упразднён. Территория Полесской вошла в состав Гомельской области.
17 апреля 1962 года к Лельчицкому району присоединяются территории Букчанского, Дзержинского и Тонежского сельсоветов упразднённого соседнего Туровского района Гомельской области.
25 декабря 1962 года Лельчицкий район упраздняется, а его территория передается в состав укрупненного Мозырского района. Восстановлен 6 января 1965 года.

### В составе Республики Беларусь
С 1991 года — в составе Республики Беларусь.
20 октября 1995 года административные единицы Лельчицкий район и посёлок Лельчицы, имеющие общий административный центр, объединены в одну административную единицу — Лельчицкий район.

## Населённые пункты
По состоянию на 1 января 1999 года в Лельчицком районе насчитывалось 75 населённых пунктов.

## Административное устройство
В районе 12 сельсоветов:
- Боровской
- Буйновичский
- Букчанский
- Глушковичский
- Дзержинский
- Дубровский
- Лельчицкий
- Милошевичский
- Симоничский
- Стодоличский
- Тонежский
- Ударненский

Упразднённые сельсоветы:
- Гребенёвский[8]
- Острожанский[9]

1 декабря 2013 года упразднены Гребеневский и Острожанский сельсовета. Населённые пункты Гребеневского сельсовета включены в состав Стодоличского сельсовета, населённые пункты Острожанского сельсовета — в состав Буйновичского сельсовета.

## Демография
Численность населения — 23 134 человек (на 1 января 2025 года), в том числе городское — 12 243 человек (Лельчицы — 12 243 человек), сельское — 10 891 человек.
На 1 января 2023 года население района составляет 23 951 человек, в том числе в городских условиях (Лельчицы) проживают 12 378 человек, в сельских — 11 573 человек.
Согласно переписи населения 1999 года в Лельчицком районе проживало 31 913 человек. Средняя плотность 10,1 чел. на 1 кв. км.
Население района — 24 433 человек, в том числе в городских условиях проживают 11 310 человек (на 1 января 2016 года). Всего насчитывается 73 населённых пункта. До катастрофы на Чернобыльской АЭС население составляло 34,2 тыс. человек, из них в сельской местности проживали 26,6 тыс., в Лельчицах — 7,6 тыс. После аварии часть территории попала в зону отселения. C 1986 по 1999 год с территории района отселено около 650 человек. Полностью отселена деревня Вороново, отселялись также жители деревень Усов, Гребени, Калинино, Лохница, Мехач.
На 1 января 2018 года 22,8% населения района были в возрасте моложе трудоспособного, 50,7% — в трудоспособном возрасте, 26,5% — в возрасте старше трудоспособного. Средние показатели по Гомельской области — 18,3%, 56,6% и 25,1% соответственно.
Коэффициент рождаемости в районе в 2017 году составил 13,8 на 1000 человек, коэффициент смертности — 17,2. Всего в 2017 году в районе родилось 331 и умерло 412 человек. Средние показатели рождаемости и смертности по Гомельской области — 11,3 и 13 соответственно, по Республике Беларусь — 10,8 и 12,6 соответственно. Сальдо миграции отрицательное (в 2017 году из района уехало на 79 человек больше, чем приехало; в 2016 году — на 421 человека).
В 2017 году в районе были заключены 151 брак (6,3 на 1000 человек) и 62 развода (2,6 на 1000 человек). Средние показатели по Гомельской области — 6,9 браков и 3,2 развода на 1000 человек, по Республике Беларусь — 7 и 3,4 соответственно.
| Численность населения | Численность населения | Численность населения | Численность населения | Численность населения | Численность населения | Численность населения | Численность населения | Численность населения |
| --------------------- | --------------------- | --------------------- | --------------------- | --------------------- | --------------------- | --------------------- | --------------------- | --------------------- |
| 1970                  | 1979                  | 1989                  | 1996                  | 2000                  | 2001                  | 2002                  | 2003                  | 2004                  |
| 43 939                | ▼38 776               | ▼33 926               | ▼32 100               | ▼31 844               | ▼31 504               | ▼31 237               | ▼30 800               | ▼30 285               |
| 2005                  | 2006                  | 2007                  | 2008                  | 2009                  | 2010                  | 2011                  | 2012                  | 2013                  |
| ▼29 814               | ▼29 291               | ▼28 931               | ▼28 514               | ▼28 259               | ▼27 623               | ▼26 990               | ▼26 381               | ▼25 850               |
| 2014                  | 2015                  | 2016                  | 2017                  | 2018                  | 2019                  | 2020                  | 2021                  | 2022                  |
| ▼25 301               | ▼24 968               | ▼24 433               | ▼23 993               | ▼23 833               | ▼23 511               | 25 000                |                       |                       |
| 2023                  | 2024                  | 2025                  |                       |                       |                       |                       |                       |                       |
| ▼23 951               |                       | ▼23 134               |                       |                       |                       |                       |                       |                       |

| Национальный состав по переписи населения 2009 года | Национальный состав по переписи населения 2009 года | Национальный состав по переписи населения 2009 года |
| Народ                                               | Численность                                         | %                                                   |
| --------------------------------------------------- | --------------------------------------------------- | --------------------------------------------------- |
| Белорусы                                            | 26 829                                              | 96,78%                                              |
| Русские                                             | 471                                                 | 1,7%                                                |
| Украинцы                                            | 290                                                 | 1,05%                                               |
| Поляки                                              | 52                                                  | 0,19%                                               |
| Немцы                                               | 9                                                   | 0,03%                                               |
| Молдаване                                           | 9                                                   | 0,03%                                               |

По переписи 1959 года, в районе проживало 34 020 человек (в границах того времени), в том числе 32 480 белорусов, 655 украинцев, 454 русских, 321 поляк, 93 еврея.

## Экономика

### Сельское хозяйство
В 2017 году в сельскохозяйственных организациях под зерновые и зернобобовые культуры было засеяно 11 125 га пахотных земель, под кормовые культуры — 17 396 га. В 2016 году было собрано 25 тыс. т зерновых и зернобобовых, в 2017 году — 31,4 тыс. т (урожайность — 26,9 ц/га в 2016 году и 28,2 ц/га в 2017 году). Средняя урожайность зерновых в Гомельской области в 2016—2017 годах — 30,1 и 28 ц/га, в Республике Беларусь — 31,6 и 33,3 ц/га.
На 1 января 2018 года в сельскохозяйственных организациях района (без учёта личных хозяйств населения и фермеров) содержалось 22,3 тыс. голов крупного рогатого скота, в том числе 7,8 тыс. коров, а также 5,4 тыс. свиней. В 2017 году было произведено 1,5 тыс. т мяса в живом весе и 33,4 тыс. т молока при среднем удое 4334 кг (средний удой с коровы по сельскохозяйственным организациям Гомельской области — 4947 кг в 2017 году).

### Транспорт
Железнодорожный транспорт в районе в настоящее время отсутствует; ранее действовала узкоколейная железная дорога. В 2000-е — начале 2010-х годов неоднократно озвучивались планы строительства железнодорожной линии в Лельчицкий район для вывоза продукции месторождений строительного камня и бурого угля с примыканием к существующей железнодорожной сети на станции Михалки или Ельск.

## Образование
В 2017 году в районе действовало 22 учреждения дошкольного образования (включая комплексы «детский сад — школа») с 1,2 тыс. детей. В 2017/2018 учебном году действовало 22 учреждения общего среднего образования, в которых обучалось 3,4 тыс. учеников. Учебный процесс в школах обеспечивали 558 учителей, на одного учителя в среднем приходилось 6,1 учеников (среднее значение по Гомельской области — 8,6, по Республике Беларусь — 8,7).

## Здравоохранение
В 2017 году в учреждениях Министерства здравоохранения Республики Беларусь насчитывалось 44 практикующих врача (18,5 в пересчёте на 10 тысяч человек, один из самых низких показателей в области; средний показатель по Гомельской области — 39,3, по Республике Беларусь — 40,5) и 288 средних медицинских работников. Число больничных коек в лечебных учреждениях района — 175 (в пересчёте на 10 тысяч человек — 73,4; средний показатель по Гомельской области — 86,4, по Республике Беларусь — 80,2).

## Культура
В районном центре расположен Лельчицкий районный краеведческий музей. В музее собрано 2,8 тыс. музейных предметов основного фонда. В 2016 году музей посетили 2,9 тыс. человек.
- Музей Михаила Дриневского в Доме культуры в Тонеж.

## События и мероприятия
- 22 мая 2023 года состоялась эстафета вдоль государственной границы, посвящённая 105-летию пограничной службы Беларуси[32]

## Достопримечательности
- Урочище «Красная горка». Мемориал «Рубеж». Мемориальный знак на границе Лельчицкого и Житковичского районов в честь воинов 14-й гвардейской дивизии, 117-го и 89-го стрелковых полков, которые в 1944 г. занимали здесь передовые позиции и вели жестокие бои с фашистами. Часовня в честь Собора Белорусских святых.
- ДОТы Линии «Сталина» в лесу
- Свято-Троицкая церковь в г. п. Лельчицы
- Свято-Георгиевская церковь в аг. Боровое

### Памятник, скульптура
- Мемориальный комплекс в память об уничтожении деревни в годы Великой Отечественной войны в Тонеж
- Памятный знак воинам-пограничникам 3-й Букчанской пограничной комендатуры 18-го Житковичского пограничного отряда

### Памятник природы, заказник
- Припятский национальный парк
- Ботанический памятник природы местного значения «Уникальные участки леса (дубравы)»

## Галерея

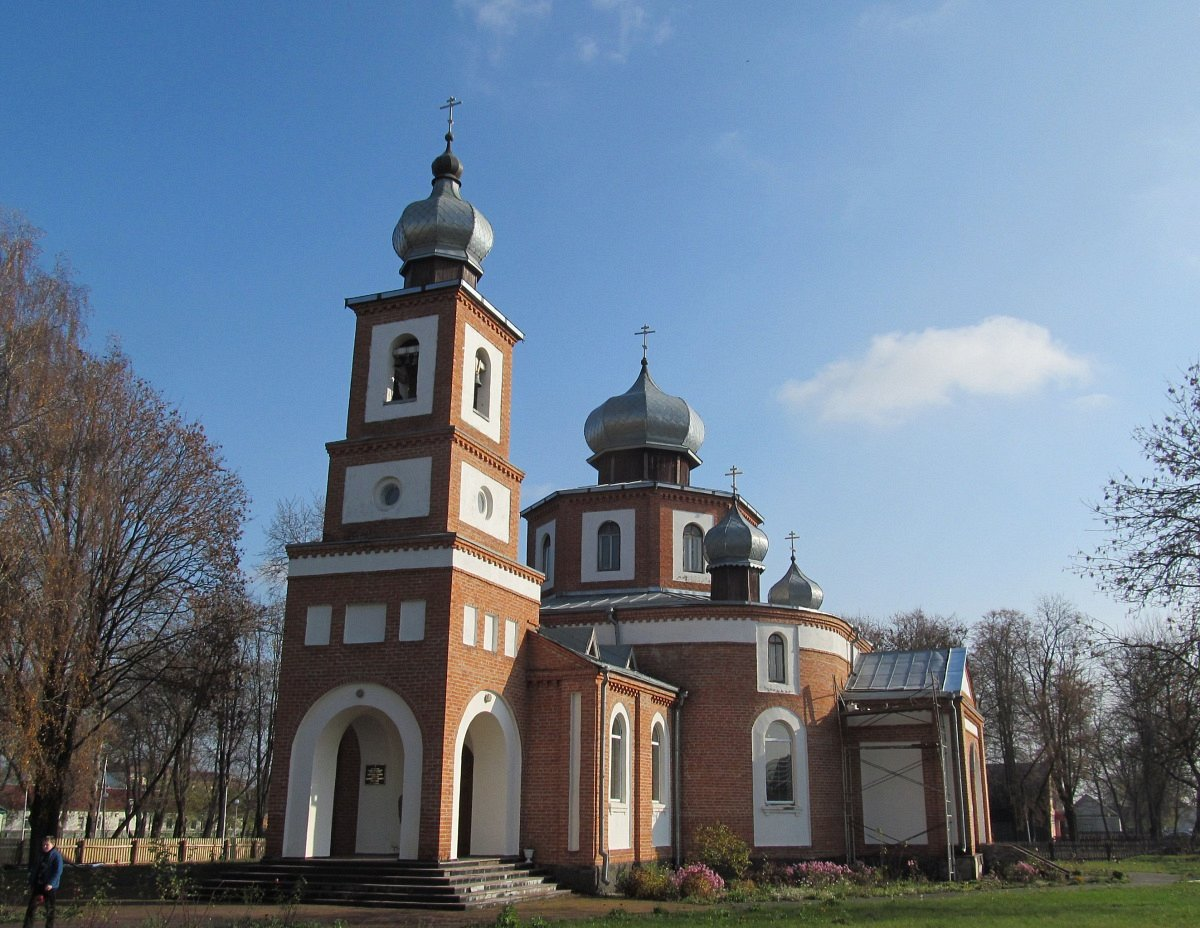
Свято-Троицкая церковь в г. п. Лельчицы
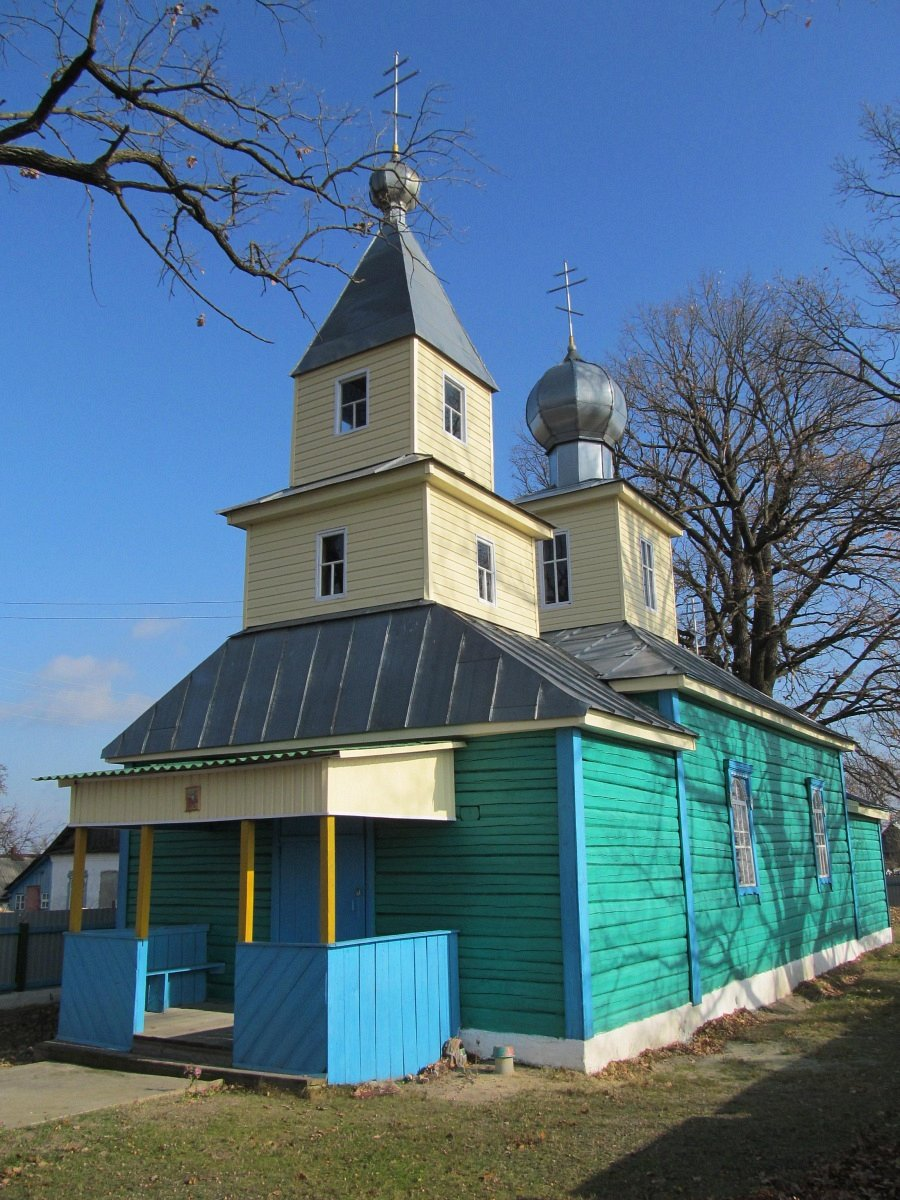
Свято-Георгиевская церковь в аг. Боровое

## СМИ
Издаётся газета «Светлае жыццё». 